# Łódzki Klub Jeździecki

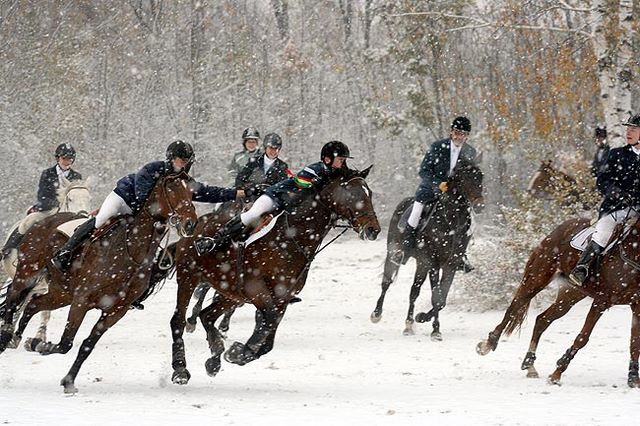
Tradycyjna pogoń za lisem w dniu św. Huberta

Łódzki Klub Jeździecki – ośrodek hippiczny w Łodzi mający od 1958 swoją siedzibę przy ul. Łagiewnickiej 307/311 (przy zbiegu z ul. Okólną), w sąsiedztwie Lasu Łagiewnickiego.

## Historia i działalność
Klub prowadzi naukę jazdy konnej, dysponuje terenem do treningów i organizowania zawodów jeździeckich. Posiada około 30 koni w zabytkowych stajniach z XIX w., należących niegdyś do barona Heinzla. W pobliżu znajduje się pałac Ludwika Heinzla. ŁKJ skupia w swoich szeregach około dwustu osób, osiągając dobre wyniki w jeździectwie (szczególnie w skokach przez przeszkody).
Obiekt udostępniany jest do zwiedzania, a w przeszłości wielokrotnie był wykorzystywany podczas realizacji filmów (m.in. Daniel Olbrychski jeździł na tutejszym arabie o imieniu Badyl w Ziemi obiecanej Andrzeja Wajdy).
Dyrektorem Klubu był Stanisław Marchwicki – wielokrotny zdobywca licznych nagród, m.in. mistrz Polski z 1995 i wicemistrz Polski z 1996.
Przy ul. Łagiewnickiej ma swoją siedzibę także Okręgowy Związek Jeździecki, grupujący w swoich szeregach kluby jeździeckie z województwa łódzkiego.